# Alessandra Merlin
Alessandra Merlin (ur. 22 września 1975 w Turynie) – włoska narciarka alpejska, brązowa medalistka mistrzostw świata juniorów.

## Kariera
W 1993 roku wystartowała na mistrzostwach świata juniorów w Montecampione, zdobywając brązowy medal w supergigancie. Podczas rozgrywanych rok później mistrzostw świata juniorów w Lake Placid była między innymi piąta w zjeździe, szósta w supergigancie i dziewiąta w kombinacji.
W zawodach Pucharu Świata zadebiutowała 9 stycznia 1993 roku w Cortina d’Ampezzo, gdzie zajęła 41. miejsce w zjeździe. Pierwsze pucharowe punkty wywalczyła 10 grudnia 1994 roku w Lake Louise, zajmując 18. miejsce w tej samej konkurencji. Na podium zawodów PŚ jedyny raz stanęła 19 grudnia 1999 roku w Sankt Moritz, kończąc supergiganta na drugiej pozycji. W zawodach tych rozdzieliła swą rodaczkę, Karen Putzer i Francuzkę Régine Cavagnoud. W sezonie 1999/2000 zajęła 42. miejsce w klasyfikacji generalnej.
Wystartowała na igrzyskach olimpijskich w Nagano w 1998 roku, gdzie zajęła 21. miejsce w zjeździe. Zajęła też między innymi 22. miejsce w zjeździe i supergigancie podczas mistrzostw świata w Sestriere w 1997 roku.
Jej siostra, Barbara, także uprawiała narciarstwo alpejskie.

## Osiągnięcia

### Igrzyska olimpijskie
| Miejsce | Dzień     | Rok  | Miejscowość | Konkurencja | Czas biegu | Strata | Zwyciężczyni    |
| ------- | --------- | ---- | ----------- | ----------- | ---------- | ------ | --------------- |
| 21.     | 16 lutego | 1998 | Nagano      | Zjazd       | 1:29,89    | +2,55  | Katja Seizinger |

### Mistrzostwa świata
| Miejsce | Dzień       | Rok  | Miejscowość | Konkurencja | Czas biegu | Strata | Zwyciężczyni     |
| ------- | ----------- | ---- | ----------- | ----------- | ---------- | ------ | ---------------- |
| 22.     | 11 lutego   | 1997 | Sestriere   | Supergigant | 1:23,50    | +2,81  | Isolde Kostner   |
| 22.     | 15 lutego   | 1997 | Sestriere   | Zjazd       | 1:41,18    | +3,49  | Hilary Lindh     |
| 26.     | 29 stycznia | 2001 | St. Anton   | Supergigant | 1:23,44    | +1,65  | Régine Cavagnoud |

### Mistrzostwa świata juniorów
| Miejsce | Dzień    | Rok  | Miejscowość   | Konkurencja | Czas biegu | Strata | Zwyciężczyni    |
| ------- | -------- | ---- | ------------- | ----------- | ---------- | ------ | --------------- |
| 3.      | 5 marca  | 1993 | Montecampione | Supergigant | 1:39,23    | +0,79  | Isolde Kostner  |
| 7.      | 7 marca  | 1993 | Montecampione | Gigant      | 2:06,03    | +1,68  | Karin Roten     |
| 5.      | 9 marca  | 1994 | Lake Placid   | Zjazd       | 1:27,50    | +0,33  | Mélanie Suchet  |
| 6.      | 11 marca | 1994 | Lake Placid   | Supergigant | 1:23,29    | +2,27  | Hilde Gerg      |
| 18.     | 13 marca | 1994 | Lake Placid   | Gigant      | 2:19,29    | +6,68  | Mélanie Turgeon |
| 22.     | 15 marca | 1994 | Lake Placid   | Slalom      | 1:16,22    | +15,40 | Laure Pequegnot |
| 9.      | 15 marca | 1994 | Lake Placid   | Kombinacja  | ?          | ?      | Mélanie Turgeon |

### Puchar Świata

#### Miejsca w klasyfikacji generalnej
- sezon 1994/1995: 89.
- sezon 1995/1996: 89.
- sezon 1996/1997: 68.
- sezon 1997/1998: 57.
- sezon 1998/1999: 71.
- sezon 1999/2000: 42.
- sezon 2000/2001: 83.

#### Miejsca na podium
1. Sankt Moritz – 19 grudnia 1999 (supergigant) – 2. miejsce